# Schismatoglottis schottii
Schismatoglottis schottii är en kallaväxtart som beskrevs av Josef Bogner och Dan Henry Nicolson. Schismatoglottis schottii ingår i släktet Schismatoglottis och familjen kallaväxter. Inga underarter finns listade.